# (1890) Konoshenkova
(1890) Konoshenkova (1968 CD; 1966 UW) ist ein Asteroid des Hauptgürtels, der am 6. Februar 1968 von Ljudmila Iwanowna Tschernych im Krim-Observatorium entdeckt wurde.